# 有尾假花介
有尾假花介（学名：Pseudocythere caudata）为深海花介科假花介屬下的一个种。